# 1100 Wilshire
O 1100 Wilshire é um arranha-céu residencial de 37 andares de 151,18 m (496,0 ft), concluído em 1987 em Los Angeles, Califórnia. Atualmente, é o 24º edifício mais alto da cidade, o 2º prédio residencial mais alto de toda a região do sul da Califórnia e o 4º edifício residencial mais alto do estado da Califórnia. A torre de 35.262 m² (379.560 ft) foi projetada pela AC Martin Partners. Os 16 pisos inferiores são principalmente estacionamento, com espaço comercial no piso térreo. A 1100 Wilshire não teve êxito como um prédio de escritórios e ficou quase vago por quase duas décadas. Foi comprado pela Hampton Development, TMG Partners e Forest City Residential por US$ 40 milhões e, de 2005 a 2006, a propriedade foi convertida em condomínios residenciais ocupados pelo proprietário com 228 unidades.